# Vanja Marković
Vanja Marković (ur. 20 czerwca 1994 w Belgradzie) – serbski piłkarz występujący na pozycji pomocnika w portugalskim SC Farense.

## Kariera klubowa
Marković rozpoczął karierę w serbskim FK Zemun, skąd trafił do holenderskiej drużyny VVV Venlo. W 2011 roku został zawodnikiem juniorskiego zespołu Partizana Belgrad. W styczniu 2013 roku został zawodnikiem Korony Kielce, z którą kontrakt podpisał także jego brat bliźniak Ivan. W rundzie wiosennej sezonu 2012/13 zadebiutował w polskiej Ekstraklasie, wchodząc z ławki w 88. minucie meczu z Lechią Gdańsk. Był to jego jedyny występ w pierwszym zespole w tych rozgrywkach, rozegrał także siedem spotkań w Młodej Ekstraklasie.
5 grudnia 2013 roku podpisał nowy, dwuipółletni kontrakt z Koroną. W sezonie 2014/15 rozegrał zaledwie dwanaście spotkań, za czym stała kontuzja, która polegała na zerwaniu więzadeł krzyżowych w kolanie. Na ekstraklasowe boiska powrócił w piętnastej kolejce sezonu 2015/16, wychodząc w pierwszym składzie na mecz z Górnikiem Zabrze. W rundzie jesiennej zaliczył jeszcze jeden występ, meldując się na murawie w 76. minucie spotkania z Cracovią. Po sezonie 2016/2017, 25 czerwca 2017 roku odszedł z Korony Kielce.

## Statystyki kariery
Stan na 19 sierpnia 2018
| Klub               | Sezon              | Liga               | Liga  | Liga   | Krajowy puchar | Krajowy puchar | Europa | Europa | Suma  | Suma   |
| Klub               | Sezon              | Liga               | Mecze | Bramki | Mecze          | Bramki         | Mecze  | Bramki | Mecze | Bramki |
| ------------------ | ------------------ | ------------------ | ----- | ------ | -------------- | -------------- | ------ | ------ | ----- | ------ |
| Korona Kielce      | 2012/13            | Ekstraklasa        | 1     | 0      | 0              | 0              | –      | –      | 1     | 0      |
| Korona Kielce      | 2013/14            | Ekstraklasa        | 20    | 0      | 1              | 0              | –      | –      | 21    | 0      |
| Korona Kielce      | 2014/15            | Ekstraklasa        | 11    | 0      | 1              | 0              | –      | –      | 12    | 0      |
| Korona Kielce      | 2015/16            | Ekstraklasa        | 5     | 0      | 0              | 0              | –      | –      | 5     | 0      |
| Korona Kielce      | 2016/17            | Ekstraklasa        | 30    | 2      | 1              | 1              | –      | –      | 31    | 3      |
| Wardar Skopje      | 2017/18            | Prwa Liga          | 22    | 0      | 0              | 0              | 5      | 0      | 27    | 0      |
| SC Farense         | 2018/19            | LigaPro            | 1     | 0      | 1              | 0              | –      | –      | 2     | 0      |
| Ogólnie w karierze | Ogólnie w karierze | Ogólnie w karierze | 90    | 2      | 4              | 1              | 5      | 0      | 99    | 3      |